# قانون چاله

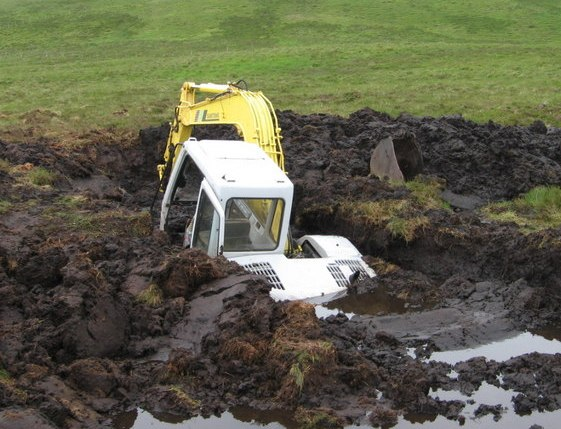
یک بیل مکانیکی که در چاله گیر کرده و دیگر حفر نمی‌کند اما شاید دیر شده باشد

قانون اول چاله یا قانون چاله (انگلیسی: Law of holes) جمله‌ای قصار است که می‌گوید: «اگر خودت را ته چاله دیدی، دست از حفر کردن بکش». بیشتر بکَنی بیشتر فرومی‌روی. این استعاره، ادامه ندادن به شیوهٔ جاری را هنگام درافتادن به وضعیت قهقرایی گوشزد می‌کند تا جلوی ضرر بیشتر گرفته شود.